# Русский национализм
Ру́сский национали́зм — политическая идеология, система убеждений, ключевым понятием которой является русский народ, русская нация. Может рассматриваться как этнический национализм. На отдельных этапах имел форму гражданского национализма. Может быть связан с понятием «русской идеи». Идеологии свойственно русское мессианство.
Сформировался в рамках почвеннического варианта славянофильства в его противопоставлении либеральному западничеству. В начале XX века ни одно из направлений русского национализма, в отличие от социализма, не смогло получить поддержки широких масс, и на некоторое время русский национализм сошёл с исторической сцены. В конце XX века этнонационализм усилился в СССР, где государство оказывало поддержку развитию этнических культур. Этнический национализм фактически был частью социалистического федерализма. В результате распада СССР и смены коммунистической идеологии плюрализмом мнений, а также роста национализма других народов и межнациональной напряжённости, русский национализм также существенно усилился.
Идея нации появилась в России в конце XVIII века в качестве одного из признаков ожидания революционных перемен, в первую очередь, введения конституционного порядка и ограничения самодержавия. В конце XIX века идея нации в России трансформировалась в идеологию, направленную на охрану самодержавия и имперского устройства. С этого периода под русским национализмом в России понимались организационно оформленные группы, продвигавшие идеи национального эгоизма, великодержавного шовинизма и ксенофобии.
Вопреки многим деятелям русского национализма, отождествляющим русский народ с русскими националистами, данные социологических опросов свидетельствуют, что националисты не пользуются авторитетом среди русских. «Народный национализм» является упрощённым переложением представлений, существующих в интеллектуальной элите.
В России действия, направленные на возбуждение ненависти или вражды по признакам расы, национальности, религии и др., запрещены в Конституции и Уголовном кодексе.

## Терминология
На Западе понятия национализм и патриотизм часто рассматриваются как синонимы, тогда как в России эти термины обычно противопоставляются и наделяются аксиологическими характеристиками: патриотизм воспринимается как положительное явление, национализм — как негативная идеология, которая противопоставляет народы и государства.
К русским националистам могут применяться термины славянофилы, почвенники, восходящее к названиям течений XIX века.

## Понятие
Российский историк Н. А. Митрохин рассматривает русский национализм как этнический национализм и в соответствии с конструктивистской теорией относит к русским националистам тех, кто соответствует одновременно трём признакам: ощущает себя русскими, вне зависимости от этнического происхождения; выражает негативное отношение к людям другой этнической принадлежности (в любой форме) лишь на основании того, что этот этнос ему не нравится (по любым причинам); действует по собственной инициативе, а не по служебной необходимости.
Русский национализм обычно рассматривался как сугубо этнический — идеология национального превосходства и исключительности. Этот тип национализма противопоставлялся французскому, понимаемому как образец гражданского национализма. Вместе с тем, согласно новейшим историческим исследованиям, идея нации и национализм как во Франции, так и в России изменяла своё содержание, нередко до полной инверсии. В России эти изменения были связаны не столько с национальной традицией, сколько с интересами определённых социальных сил, в разные периоды стоявших за конкретной формой национализма.

## Типология
Начиная с теории «Москва — третий Рим» и старших славянофилов в России преобладал православный религиозный патриотизм. К этому направлению принадлежал ряд христианских мыслителей, автор «Русской идеи» (1946) Николай Бердяев, автор «Наших задач» (1948—1955) Иван Ильин. В числе современных православных писателей также присутствуют авторы, которые подчёркивают национальный аспект, но в целом остаются в рамках христианских ценностных и смысловых представлений. С этим течением связан универсализм, «всечеловечность» классической русской культуры, о которой писал Фёдор Достоевский.
Ряд позднесоветских и постсоветских радикальных православных монархических националистических групп («Память», «Отечество», «Русское национальное единство» и др.) может именоваться черносотенными, поскольку разделяет идеи черносотенного движения начала XX века.
В истории русской мысли присутствуют ряд направлений, которые являются националистическими в узком значении термина, начиная от Николая Данилевского, некоторых работ Василия Розанова и др. Ориентиром для них служили и христианские универсалистские идеи, но на первом плане находились русские национальные задачи, которые были актуальны для конкретного периода русской истории. Границы между православным патриотизмом и просвещённым национализмом в значительной мере условны.
Либерально-демократический тип русского национализма представляет собой разновидность либеральной идеологии, в рамках которой Россия и русские рассматриваются как часть европейского постхристианского мира (например, ряд авторов современного журнала «Вопросы национализма»).
Русский неоязыческий национализм ориентируется на представления о славянской и русской дохристианской культуре, часто включает в себя антихристианские, расистские, антисемитские, ультраправые радикально-националистические и неонацистские идеи.
Шовинистический русский национализм, имеющий истоки в Российской империи, может называться великорусским шовинизмом.

## Периодизация
Политолог Э. А. Паин выделяет несколько этапов трансформации русской идеи нации и русского национализма:
- «Появление идеи гражданской концепции нации как знамени народного суверенитета, народного представительства и конституционного строя (1790—1833 гг.)»
- «Огосударствление идеи нации — эпоха официальной народности (1833—1863 гг.)»
- «Начало этнизации идеи нации; появление русского этнического национализма (1863—1890)»
- «Политическое оформление русского имперского и агрессивно ксенофобного национализма (1905—1917 гг.)»
- Советский период
- Период 1990-х годов
- Период начала 2000-х годов[20].

## Российская империя

### Развитие идеи нации
Идея гражданской концепции нации (1790—1833), связанная с представлениями о народном суверенитете, народном представительстве и конституционном строе, возникла задолго до формирования официального государственного национализма и этнического понимания нации. В течение нескольких десятилетий эта идея преобладала в России. Та или иная её форма разделялась декабристами, которые стремились к ограничению самодержавия через установление конституционной монархии или введение республиканского строя. Та же гражданская трактовка идеи нации использовалась в 1797 году будущим императором Александром I, заявлявшим, что, когда он станет царём, то дарует России конституцию и «нация изберёт своих представителей». Но после восстания декабристов, восшествия на престол Николая I и в особенности польского восстания 1830—1831 годов, выдвинувшего лозунги национального суверенитета, ранний дискурс о нации и национальном представительстве, которые понимались в качестве желанной, хотя и труднодостижимой цели, в официальных кругах сменился на отрицание конституции и национального представительства, понимаемых как неуместные для России в принципе.
В период идеи «официальной народности» (1833—1863) происходит огосударствление идеи нации. Одним из основных средств подавления гражданского национализма стала его замена на его относительные подобия. В 1833 году, вступая в должность министра просвещения Сергей Уваров изложил триаду «Православие, самодержавие, народность», которая была призвана защитить страну от европейского свободомыслия и являлась антитезой другой формуле: «Свобода, равенство, братство», включавшей основные идеи Французской революции. Российские консерваторы считали их органично неприемлемыми для русского народа. Главной новацией в формуле стало понятие «народность», по которому и вся доктрина стала называться «официальной народностью». По ней стала пониматься «преданность России собственным традициям и самобытному пути», который противоположен западным. Аналогичная современная концепция именуется «особый путь России». «Особый дух» русской народности выражается в преданности по отношению к православию и самодержавию. Недопустима легитимация народом прав монарха. Его власть от Бога, но народность морально обязывает царя к любви к своему народу. Он воспринимается как отец народа, и подданные, его дети, обязуются свято его почитать.
Начало этнизации идеи нации (1863—1890) связано с появлением русского этнического национализма. Понятие «народность» до конца не закрепилось в русском языке и в политическом обиходе. Славянофилами 1840—1850-х годов, Константином и Иваном Аксаковыми, Александром Кошелевем, Юрием Самариным и др., доктрина «официальной народности» считалась «душевредным деспотизмом» и «угнетательской системой». Все эти сложности заставили охранителей самодержавия продолжать попытки заменить крамольный термин «нация». Граф Пётр Валуев, бывший одним из высших сановников Александра II (1860—1880-е годы), считал необходимым заменить понятие нация (фр. la nation), понимаемого в качестве сугубо политической категории, на понятие национальность (la nationalité) — сугубо фольклорное, отражающее специфику культуры и обычаев народа. С течением времени понятие «национальность» в России получило распространение в значении, для которого с середины XX века академическая среда стала использовать термины «этничность» или «этническая идентичность» — общности людей, которые связаны общим самоназванием (этнонимом), субъективными представлениями об общем происхождении (этническим самосознанием) и рядом особенностей культуры, передаваемыми через поколения. Валуевым было введено в политический оборот также понятие «национальный вопрос»; впервые — в донесении императору о ситуации на Украине от 1863 году. Вначале понятие обладало негативной коннотацией, означая угрозу национального, в современной терминологии «этнического», сепаратизма. Этнический национализм других этносов оценивался негативно, тогда как русский позитивно. Национальная проблематика с течением времени всё дальше отходила от своих гражданских истоков и приобретала всё более яркую этническую направленность. Применялись трактовки с позиции эссенциализма, утверждавшей существование набора незыблемых свойств, которые фатально присущи конкретному народу — этнической нации. С конца 1890-х годов славянофилы в рамках своего спора с западниками активно развивали идею Уварова о наличии принципиальных и навсегда предопределённых различий русского народа и наций Запада. Николай Данилевский, Константин Леонтьев, Василий Розанов и др. славянофилы 1890-х годов отошли от идей своих предшественников середины XIX века, однако ими была воспринята восходящая к Гердеру немецкая мистическая идея «национального духа», ранее оказавшая сильное влияние на Уварова; впоследствии идея развивалась в доктрину «особого пути Германии». Поздними славянофилами активно развивались идеи особого пути России. Имеющие место, по их мнению, особенности русского национального духа, включающие терпимость, сердечность, душевность, великодушие, соборность, они противопоставляли обобщённому образу западного духа, которому приписывался вечный эгоизм, жадность, лживость, холодная расчётливость. Из среды поздних славянофилов вышло идеологическое течение, которое и получило название «русские националисты».
В последний период существования Российской империи (1905—1917) получают политическое оформление русский имперский и агрессивно ксенофобный национализм. Первой легальной партией русских националистов стал «Союз русского народа», возникший в 1905 году. Важнейшей программной целью её политической деятельности определялось служение самодержавию и сохранение империи: «Союз Русского Народа… поставляет своим священным непреложным долгом всеми силами содействовать тому, чтобы завоёванные кровью предков земли навсегда оставались неотъемлемой частью Русского государства». В тот же период политически оформилось также крайне правое, радикальное крыло русского национализма, программные документы которого соединяли идеи монархизма с ксенофобией и, в первую очередь, с антисемитизмом, получившее обобщённое название «черносотенцы». Первоначально именно ими был выдвинут лозунг «Россия для русских», который затем стал общим для русских националистов принципом политического доминирования этнических русских в пределах империи. Принцип выражался в требованиях предоставления преимущественных прав этническим русским, понимаемым как русская нация.

### Русский романтический национализм
В качестве самостоятельной политической идеологии русский национализм сформировался в XIX веке, как и развивавшийся русский консерватизм, в рамках реакции на идеологию Просвещения, Великую французскую революцию 1789 года, и последующие религиозные, нравственно-этические и политические изменения в Европе. К числу наиболее ранних российских мыслителей, стоявших у основания русского национализма, исследователи относят таких авторов как Николай Карамзин, Фёдор Ростопчин, Гавриил Державин, Александр Шишков, Сергей Глинка и других представителей «русской партии», которая находилась в оппозиции либеральному курсу первой половины царствования императора Александра I.
Ранний русский романтический национализм рассматривается в качестве протестной реакции на вестернизацию и французскую культуру высшего общества России. Представители этого направления акцентировали внимание на представлениях о своеобразии и красоте русской истории и культуры и стремились найти «противоядие» идущим с Запада морально-этическим новшествам и, по их мнению, имевшим место европейским политическим угрозам в нетронутом европейским влиянием простом русском народе, который, в отличие от правящих слоёв российского общества, продолжал придерживаться православной традиции и национальной культуры. Эти настроения усилились в период начала Наполеоновских войн, что отражено в памфлете Фёдора Ростопчина 1807 года «Мысли вслух на Красном крыльце…». В процессе Отечественной войны 1812 года увлечение высших слоёв французской культурой начало уступать перед русским патриотизмом, что способствовало развитию русского национализма. Национализм этого периода составлял часть консервативной идеологии и в целом не выходил за рамки последней. Характерными чертами раннего русского национализма стали галлофобия, поскольку «безбожная революционная Франция» рассматривалась русскими консерваторами крайне негативно; борьба с польскими привилегиями; борьба с иностранным влиянием в сфере религии, моральных норм и культуры; апология мифологизированной и идеализированной истории России и русского народа, которые деятели русского романтического национализма воспринимали как полную противоположность революционной Франции.

### Декабристы
Следующий этап развития русского национализма связан с идеями декабристов, которых считали своими предшественниками российские либеральные националисты начала XX века. Исследователи рассматривают их как первых представителей либерально-демократического национализма и продолжателей классических европейских националистов. Декабристы впервые разделили государственный патриотизм и русский национализм, который они рассматривали как оружие против самодержавия. Правящую династию они обвиняли в антинациональной политике и «засилии» иноземцев, в основном немцев, в правящих кругах. Самодержавие, согласно их представлениям, не соответствовало интересам русского народа, и его следовало заменить прогрессивными государственными формами — конституционной монархией или республикой. Декабрист Пётр Каховский перед казнью писал императору Николаю I: «Для русского больно не иметь нации и всё заключить в одном государе». Декабристы понимали патриотизм в европейском ключе и стремились трансформировать его в «гражданскую религию» и создать русское гражданское общество.
Некоторые исследователи рассматривают декабристов как первых представителей идеологии национализма в России.

### Народность
Реакцией на французский революционный девиз «Свобода, равенство, братство» и развившееся на основе французских идей декабристское понимание национализма стала возникшая в царствование императора Николая I теория официальной народности. Эта концепция государственной идеологии Российской империи, была выражена в сформулированной графом Сергеем Уваровым триаде: «Православие, самодержавие, народность», формуле русского консерватизма. Согласно Уварову, важность народности заключалась в следующем: «Дабы Трон и Церковь оставались в их могуществе, должно поддерживать и чувство Народности, их связующее. Вопрос о Народности не имеет того единства, какое представляет вопрос о Самодержавии; но тот и другой проистекают из одного источника и совокупляются на каждой странице Истории Русского народа». Уваров призывал к отказу от «чуждых и бесполезных» «мечтательных призраков», «следуя коим нетрудно было бы, наконец, утратить все остатки народности, не достигнувши мнимой цели европейского образования». В официальную идеологию России вместо термина «нация» был введён термин «народность» (перевод фр. nationalitè — «национальность»). Согласно историку А. И. Миллеру, «с начала 1830-х годов оформляется ясно выраженное стремление вытеснить понятие нация и заменить его понятием народность». Так, в представлениях авторов этого направления, нейтрализовывался революционно-демократический потенциал европейского понятия «нация».
Понятие народности было развито в работах Михаила Погодина и Степана Шевырёва.

### Славянофилы и почвенники
Следующий этап развития русского национализма проходил в рамках славянофильства. Мысль славянофилов находилась русле общеевропейского романтизма, по выражению А. А. Тесли, «пустившегося в отыскание наций, в реконструкцию их прошлого в свете своего понимания настоящего и чаемого будущего» и они нередко создавали «русский миф». Алексей Хомяков, Иван Киреевский и другие славянофилы в полемике со своими оппонентами — западниками, сформулировали понятие народности, отличавшееся от официального толкования. Они в целом приняли уваровскую триаду, но изменили её иерархию, поставив самодержавие на последнее место, после народности. Славянофилы были оппозиционны по отношению к, в их представлениях, «немецкому» самодержавию Николая I, которому они противопоставили такие понятие как русская народность и русское православие. Национализм славянофилов носил умеренно либеральный характер, они критиковали Запад и были апологетами русской культуры, но находились под существенным влиянием европейской философской традиции. Юрий Самарин, Константин Аксаков, Иван Аксаков и др. развивали идеи русской самобытности, русского национального самосознания, заявляли об ущемлении прав русских в Российской империи.
Под влиянием славянофилов находилось более позднее течение почвенничества, продолжившее развивать понятие «народность». Фёдор Достоевский, Аполлон Григорьев, Николай Страхов выработали ответы на критику в отношении славянофилов и переосмыслили понимание русской национальной идеи.
Существенный вклад в развитие русской национальной идеи внесла теория культурно-исторических типов, разработанная Николаем Данилевским. Данилевским впервые идеи славянофильства были перенесены из религиозно-этической сферы в естественнонаучную, создав традицию «биологического национализма». Данилевский отвергал европоцентризм и развивал циклическую концепцию множественности цивилизаций. Он писал об уникальности, «четырехосновности» славяно-русского культурного типа.

### Пореформенный период
В пореформенное время понятие «русский вопрос» оказалось тесно связанным как с «польским» и «остзейским вопросами», так и с социальной и религиозной проблематикой. Юрий Самарин первым заявил об ущемлении прав этнических русских в Российской империи. Позднее эта тема была развита Николаем Лесковым и Никитой Гиляровым-Платоновым. Во время Польского восстания 1863—1864 годов Катков призывал к силовому подавлению последнего и предлагал наделить землёй польское, украинское и белорусское крестьянство, которое, по его мысли, должны быть противопоставлено антироссийски настроенной польской аристократии. Демократические идеи были характерной чертой «русского направления» 1860-х — 1880-х годов. В этот период религиозные идеи в рамках русского национализма постепенно отходили на второй план. По мнению Каткова, следовало не бороться с католичеством, а переводить латинское богослужение на русский язык. Гиляров-Платонов считал, что ценными являются не столько «историческое православие», сколько «задатки в нём лежащие». Иван Аксаков писал о «различии между православием и существующей церковью» выражал поддержку болгарскому расколу, который был осуждён Константинопольским патриархатом. Крупнейшими идеологами пореформенного русского национализма были Иван Аксаков и Михаил Катков. Аксаков придерживался более либерального направления национализма, которое опиралось на общество, тогда как для Каткова центральное место занимало российское государство, верность которому понимал как главный критерий «русскости». С конца 1880-х года, после смерти Аксакова и Каткова, их идеи развивались такими деятелями как Сергей Шарапов, Александр Киреев, Платон Кулаковский и др. Преобладала другая, более прагматическая версия русского национализма, представленная прежде всего Алексеем Сувориным и Михаилом Меньшиковым.

### Появление русских националистических организаций
«Национал-патриоты» начала XX века особо акцентировали внимание на том, что Россия является в первую очередь русским государством. Лозунг «Россия для русских!» стал для них непосредственным руководством к действию.
В условиях постепенной либерализации общества ослабления влияния религии, в конце 1900 — начале 1901 года было основано «Русское собрание», являвшееся элитарным клубом националистически настроенных консерваторов, призывавших бороться с ситуацией, «когда любовь к отечеству была в забвении», «когда стало невыгодным быть русским человеком». Вскоре эта группа составила интеллектуальный центр русского правого движения. Большинство её участников понимали национализм в консервативном ключе, близком к концепции Уварова.
Революция 1905—1907 годов вызвала существенную реакцию со стороны монархически настроенных групп, получивших известность как черносотенное движение. Крайне правые организации черносотенцев действовали в 1905—1917 годах. Они основывались на идеях русского национализма и использовали лозунги защиты монархии и православия. К их числу принадлежали Союз русского народа, Русский народный союз имени Михаила Архангела и др. Лидерами и идеологами черносотенцев были Владимир Грингмут, Александр Дубровин, Павел Крушеван, Николай Марков, В. М. Пуришкевич. Черносотенцы включали в себя реакционные, контрреволюционные и антисемитские группы, которые с потворства властей осуществляли нападения на революционные группы и совершали еврейские погромы. Ими же было организовано убийство депутатов Государственной думы, евреев М. Я. Герценштейна и Г. Б. Иоллоса. Социальную основу этих организаций составляли разнородные элементы: помещики, представители духовенства, крупной и мелкой городской буржуазии, купцы, крестьяне, рабочие, мещане, ремесленники, казаки, полицейские чины, выступавшие за сохранение незыблемости самодержавия на основании уваровской формулы «Православие, самодержавие, народность». После Февральской революции 1917 года организации черносотенцев подпали под запрет.
Широкое участие в революции представителей этнических меньшинств, которые были недовольны своим положением, имело следствием рост националистических настроений, направленных, по мнению консерваторов, на защиту русского народа, воспринимавшегося правыми как носитель православных и монархических начал, а также — против «внутренних врагов», которыми были объявлены денационализированные члены русского общества, а также евреи, поляки, финны и другие народы, которые принимали участие в борьбе с самодержавием. По мнению историка А. В. Репникова, в этот период русский консерватизм «всё больше сосредотачивался на проблеме этнического самоутверждения русского народа как народа главенствующего», чем существенно отличался «и от славянофилов, и от мыслителей типа Леонтьева и Победоносцева». Однако члены большей части правых партий начала XX века (Союз русского народа, Союз русских людей, Русская монархическая партия, Русский народный союз имени Михаила Архангела и др.) в своих работах чаще пользовались термином «народность», а не «нация». «Народность» они рассматривали не как политическую или этническую общность, а в качестве «культурно-конфессионального объединения с открытыми границами». По мнению Э. А. Попова, «правые партии в России не были собственно националистическими», поскольку национальный вопрос в их идеологии занимал существенное, «но всё же подчинённое значение», в сравнении с вопросом о сохранении российского самодержавия.
В начале XX века, помимо «реакционного» национализма развивался либеральный национализм, существующий вне рамок религиозных и монархических ценностей. Декабристская трактовка национализма в 1860-х годах была развита некоторыми либералами-государственниками (Сергей Соловьёв, Борис Чичериным и др.), сторонники либерального национализма, такие как Пётр Струве, Александр Погодин, круг авторов прогрессистского издания «Утро России», стремились конкурировать с черносотенцами в сфере национализма и бороться с денационализацией интеллигенции, которая была не свойственна западной культуре. По мнению представителей этого направления, национализм становился подлинным только в условиях либеральной демократии.
Новым этапом развития русского национализма стало возникновение в 1908 году первой в России националистической партии — Всероссийского национального союза (ВНС), которая существенно отличалась своими идеями от правых монархических партий. Члены партии именовали себя именно русскими националистами. Идеология ВНС была разработана Михаилом Меньшиковым, Николаем Куплеваским, Павлом Ковалевским, Василием Шульгиным и другими членами партии и стала результатом развития западноевропейского национализма. Это выразилось в первую очередь в инверсии уваровской триады: нация была поставлена на первое место, тогда как православие и самодержавие имели ценность только как вера и строй, которые наиболее подходили русскому народу. Относительно самодержавия некоторые и этих идеологов делали оговорку: «в данный исторический момент». Правые традиционалисты обвиняли националистов новой формации в «национализме без веры и царя» и скрытой приверженности либеральным идеям.
В 1915 году часть думской фракции русских националистов примкнула к либеральной оппозиции, объявив себя «прогрессивными националистами». После окончания самодержавия они заявили, что «к самодержавию, осуждённому историей и народом, возврата быть не может». Они считали, что новый государственный строй России «должен покоиться на основе законности и права при нерушимом соблюдении неприкосновенности личности и свободы слова», что обеспечит «Великой России цельность и неделимость, свято охраняя права единой русской нации». Дальше эту тенденцию продвинуло формирующееся национал-демократическое течение, представленное такими идеологами как Тимофей Локоть, Михаил Караулов, коллектив авторов сборника «Ладо». Они стремились совместить русский национализм с либеральной идеей прогресса и опереться на демократические элементы русского общества.
В начале XX века ни одно из направлений русского национализма, в отличие от социализма, не смогло получить поддержки широких масс, и на некоторое время русский национализм сошёл с исторической сцены.

## 1920—1940-е годы в эмиграции
После Октябрьской революции идеология национализма развивалась русской эмиграцией. Ряд авторов внёс как апологетический, так и критический вклад в понимание русской национальной идеи: Иван Ильин, Иван Солоневич, Николай Бердяев, Николай Трубецкой, Георгий Федотов, Николай Устрялов и др. Элементы национализма присутствовали в идеологии ряда эмигрантских движений, таких как младороссы, национал-большевизм, национал-солидаризм, евразийство, национал-максимализм. Эмигрантский национализм в целом опирался на лозунг белого движения «Великая, единая и неделимая Россия» и имел ряд общих идей: национальная самобытность России и русского народа; Россия как духовное единство, которое позволяет народу переживать испытания; поиск фундаментальных основ национальной идеи в историческом наследии.
Период развития русского фашизма в 1930—1940-е годы характеризовался симпатией к итальянскому фашизму и германскому национал-социализму, ярко выраженным антикоммунизмом и антисемитизмом.
В рамках русского фашизма, под влиянием близких идеологий Италии и Германии национализм приобрёл крайние, экстремистские формы. Русский фашизм имеет свои корни также в движениях, известных в истории как «чёрная сотня» и «белое движение». Был распространён среди белоэмигрантских кругов, проживающих в Германии, Маньчжоу-го и США. В Германии и США (в отличие от Маньчжоу-го) политической активности они практически не вели, ограничиваясь изданием газет и брошюр.
Некоторые идеологи белого движения, такие как Иван Ильин и Василий Шульгин, приветствовали приход к власти Бенито Муссолини в Италии и Адольфа Гитлера в Германии, предлагая соратникам фашистский «метод», как способ борьбы с социализмом, коммунизмом и безбожием. При этом политические репрессии и антисемитизм они не отрицали и оправдывали.
С началом Второй мировой войны русские фашисты в Германии поддержали нацистскую Германию и влились в ряды русских коллаборационистов.

## Советский период
В Советской России и СССР в условиях интернациональной марксистской идеологии отрицались национальные интересы и велась борьба с «русским великодержавным шовинизмом». Стремление к реализации ленинского варианта коммунизма в 1920-е годы выразилась, в частности, в отказе от культурных основ русского народа. Однако эта политика в целом потерпела неудачу. Идеология коммунистической партии с течением времени приобретала национальные черты. Со второй половины 1930-х годов она постепенно трансформировалась в более националистический вариант большевизма, связанный с Иосифом Сталиным. Понятие «русскости» было восстановлено в общественном сознании, и фактически стало синонимом советской идентичности. Великая Отечественная война вызвала подъём национального самосознания. В условиях Холодной войны, противостояния с западными державами, происходила дальнейшая трансформация советской идеологии в направлении почвенничества, «русификации» большевизма. На место идеи борьбы с «русским великодержавным шовинизмом» была поставлена борьба с «безродным космополитизмом».
В период хрущёвской «оттепели» послевоенный «национал-коммунизм» из официальной идеологии начал трансформироваться в национально-патриотическое течение внутри КПСС, теряя влияние. Русское националистическое движение в СССР послесталинского периода до Перестройки (1950-е — 1980-е годы) получило наименование «русская партия» и было представлено различными группами: сотрудниками партийно-государственного аппарата (ЦК КПСС, ЦК ВЛКСМ и др.), членами творческих союзов, включая патриотических писателей, диссидентами-националистами. «Русская партия» представляла собой не имевшее регистрации и фиксированного членства общественное движение, находившееся в оппозиции к советской власти и скрывавшее свою деятельность или осуществлявшее её под видом легальной. Ряд сотрудников партийно-государственного аппарата оказывал покровительство другим участникам движения. Идеология движения включала русский этнический национализм, этническую ксенофобию и антисемитизм. Антисемитизм был основой чувства общности и объединяющим фактором движения. Многие участники «русской партии» называли еврейский вопрос «основным», по аналогии с «основным вопросом философии».
К числу диссидентских кружков и групп, развивавших идеи русского национализма, современными исследователями относятся «деревенщики», члены таких культурно-просветительских клубов как «Родина» и «Русский клуб», подпольные диссидентские группы, включавшие «советских славянофилов», национал-большевиков, русофилов, общество «Память» и др. К числу основных фигур национально-патриотического направления диссидентства принадлежат такие деятели как Владимир Осипов, Леонид Бородин, Геннадий Шиманов, Александр Солженицын, Игорь Шафаревич.
РСФСР не считалась национальной республикой, а русское население, в отличие от населения других союзных республик, — носителем особой этничности. В бытовой повседневности большинство определяло себя только по отношению к государству, и основным параметром был ранг во властной иерархии. В 1991 году большинство русских (80 %) своей родиной называло весь Советский Союз.
Первые сведения о неонацистских организациях в СССР появились во второй половине 1950-х годов. В части случаев участников привлекала в первую очередь эстетика нацизма (ритуалы, парады, форма, культ красивого тела, архитектура). Другие организации больше интересовались идеологией нацистов, их программой и фигурой Адольфа Гитлера. Становление неонацизма в СССР относится к рубежу 1960—1970-х годов, в этот период нацистские организации ещё предпочитали действовать в подполье.
Современное русское неоязычество сложилось во второй половине или конце 1970-х годов и связано с деятельностью сторонников антисемитизма московского арабиста Валерия Емельянова (неоязыческое имя — Велемир) и бывшего диссидента и неонацистского активиста Алексея Добровольского (неоязыческое имя — Доброслав).
Первые публичные манифестации неонацистов в России произошли в 1981 году в Кургане, а затем в Южноуральске, Нижнем Тагиле, Свердловске и Ленинграде.
В 1982 году в день рождения Гитлера группа московских старшеклассников провела нацистскую демонстрацию на Пушкинской площади.

## Постсоветский период

### Развитие
В результате распада СССР и смены коммунистической идеологии плюрализмом мнений, а также роста окраинного национализма и межнациональной напряжённости, русский национализм также существенно усилился. Наряду с гражданским национализмом выросло влияние этнического национализма, который подпитывался негативным отношением к росту этнической преступности и трудовой миграции из бывших советских республик и из кавказских регионов. Развитие идей русского национализма и попытки решения вопроса о его применимости в современном российском обществе присутствует в публицистических работах таких авторов, как Егор Холмогоров, Константин Крылов, Б. Г. Дверницкий, М. В. Ремизов, Александр Дугин, Александр Казин, Андрей Степанов, М. А. Емельянов-Лукьянчиков и др.
В 2005 году аналитики ВЦИОМ сделали вывод, что негативный результат процесса строительства государства-нации, в особенности подчинение политики корпоративным интересам, вызвал рост этнического самосознания русских, который выступает в качестве замены государственной идеологии.
У этнических русских, являющихся социальной базой русских националистов, государственная идентичность устойчиво преобладает над национальной в любом понимании последней. Такое соотношение идентичностей показывают этносоциологические исследования 1980-х, 1990-х и 2000-х годов, проведённые коллективами этносоциологов под руководством Ю. В. Арутюняна и Л. М. Дробижевой. В 1988 году, когда в ряде союзных республик началось политическое оформление растущего этноцентризма, в сознании большинства этнических русских территориально-государственная идентичность продолжала доминировать над этнической: согласно данным социологических опросов Института этнологии и антропологии АН СССР 78 % респондентов считали себя «советскими», 15 % идентифицировали себя как русские, в то время как выбранные для сравнения группы (узбеков, грузин и эстонцев) демонстрировали преобладание этнической идентичности. Эти же исследования показали существенно меньшее внимание этнических русских к своей национальной культуре и истории; аналогично в отношении интереса к литературе на тему прошлого своей этнической группы, к идее общности исторических судеб в качестве фактора этнического сплочения, национальной символике и ряда других тем.
В 1991—1993 годах в условиях «парада суверенитетов» наблюдался рост этнического самосознания и этнического традиционализма уже в Российской Федерации. Но и в этих условиях самоидентификация русских изменилась несущественно: более 80 % опрошенных показали этнический нигилизм и безразличие. В 1994—1996 годах этнические конфликты и этнический сепаратизм стимулировали рост русского этнического самосознания. Но и в этот период явно выраженную этническую идентичность проявляли не более четверти русских респондентов. Рост русского этнического самосознания в значительной мере являлся ответом на предшествовавшие соответствующие процессы у этнических меньшинств России. По этой причине к концу 1990-х годов, в период спада этнополитической активности для большинства российских этнических групп, у этнических русских вернулось преобладание государственно-территориального самосознания. Так, в 1999 году 79 % принявших участие в опросе русских самоидентифицировались как граждане России, тогда как, к примеру, среди якутов такая идентификация в 1994 и 1999 годах составляла была характерна менее чем для 20 % опрошенных.
Для этнического большинства России характерен не этнический, а государственнический державный традиционализм, связанный с ощущением гордости за принадлежность к государству, имеющему тысячелетнюю историю, главные события которой включают военные победы и расширение территорий. Эти тенденции отражает, в частности, устойчивый пантеон героев, в котором согласно опросам первой декады 2000-х годов преобладали «державные герои» — цари, вожди и полководцы: Пётр I, Александр Невский, Дмитрий Донской, Екатерина II, Иван Грозный, Иосиф Сталин, Георгий Жуков. В качестве главного ключевого события истории в оценках русских, имея большой отрыв, фигурировала Великая Отечественная война. Преобладание национально-государственной самоидентификации над этнической свойственна многим народам, составляющим этническое большинство в центральных частях империй. Идентификация актуализируется при соотнесении «мы» и «они». Для этнических групп, которые проживают в окружении этнического большинства, последнее всегда является «конституирующим иным», тогда как большинством меньшинства замечаются только при возникновении этнических конфликтов, быстром росте численности меньшинств, появлении новых меньшинств и в ряде других случаев.
Во второй половине 2010-х годов под воздействием роста имперских идей и неосталинизма происходило угасание антиимперского, «национал-демократического» русского национализма. Русский национализм утратил идейное своеобразие и собственный предмет политической активности, по причине чего потерял идейную основу для консолидации. Наблюдался один из самых низких за постсоветский период уровней проявления как гражданской, так и этнической солидарности русских националистов. Эта тенденция согласуется с общими направлениями изменений в массовом сознании россиян. Интересы масс переориентировались с традиционных внутренних проблем страны, включая этнические, на государственные темы. Отмечается, что этатистские, имперские ценности подавляют сложившиеся этнические стереотипы. Характерные для постсоветского периода фобии к кавказским и среднеазиатским народам несколько ослабли, но ухудшилось отношение к ряду этнических общностей, традиционно считавшихся для русских «своими» и «близкими». В 2014—2015 годах социологи Левада-Центра фиксировали наиболее низкий за последние пять лет уровень неприязни жителей России по отношению к представителям других национальностей.
С 2000-х годов движение русских националистов переживает кризис. Многие карликовые политические партии этого движения не получили массовой поддержки населения, не смогли найти места в новой политической обстановке и исчезли. Ставка на нелегитимные способы борьбы, которые выразились, в частности, в деятельности скинхедов, столкнулась с противодействием со стороны правоохранительных органов. Поиски идеологического стержня, которые активно велись в 1990-х годах и создали разнообразные праворадикальные идеологии, окончились выбором в пользу расизма. Однако поскольку расизм нелегитимен и не смог получить массовой поддержки, русские радикалы, продвигая антизападническую риторику и стремясь к сохранению «самобытности» проявляли интерес к опыту своих западных коллег, особенно к движению «Новые правые», которое сумело разработать для выражения своих расистских концепций респектабельный язык и войти в политический истеблишмент ряда европейских стран. Пытаясь избавиться от своей маргинальности, тем же путём стремятся следовать и духовные лидеры русских радикалов. Они потерпели поражение на политическом поле и опасаются попасть под суд по статье 282 УК, но пытаются наверстать упущенное в сфере идеологии. Они заимствуют идеи и тактику борьбы западных течений, в первую очередь пытаясь навязать политической элите расовое мировоззрение, представленное ими как научно обоснованная позиция, и привязать его к популярному в настоящее время консерватизму. Аналогичные процесса происходят на Западе, где расисты именуют себя «неонационалистами», иногда «белыми националистами». В России на это претендует журнал «Вопросы национализма», собравший известных праворадикальных идеологов и политиков. С 2000-х годов русские националисты переходят от борьбы с « иммигрантами» к борьбе с государственными правоохранительными структурами. Эта борьба осознаётся в этнических терминах, чему способствует склонное к расизму идейное течение, которое Александр Севастьянов именует «профессорским национализмом». Однако это движение идёт на спад.

### Идеология
Политолог Э. А. Паин рассматривает постсоветский русский национализм в качестве постимперского сознания, включающего ностальгию по эпохе классических империй, ресентимент и различные политические фобии. Подобное сознание он считает характерным как для русских державников, так и для представителей разных этнических общностей, сторонников разных политических взглядов и русскоязычных, проживающих в разных странах, в том числе тех, кто сам не относит себя к русским националистам. Имперское сознание не обладает жёсткой этнической привязкой и не транслируется через каналы культурной традиции, а формируется под влиянием социально-политических обстоятельств и прямо конструируется.
Русские этнические националисты обычно негативно воспринимают понятие «российский», считая, что «российскость» является своего рода субститутом «советскости». По их мнению, в истории СССР происходило постоянное подавление «русскости». В среде русских националистов распространена националистическая доктрина «Россия для русских», включающая в себя спектр идей от наделения этнических русских в России исключительными правами до изгнания всех представителей других этносов из страны. Лозунг возник в Российской империи во второй половине XIX века и приобрёл распространение в современной России, бросая вызов господствующему в России дискурсу мультикультурализма.
Радикальные русские националисты рассматривают саму Россию как государство, политика которого направлена на ущемление интересов русского народа, поскольку, как выразился националист Алексей Широпаев, «Россия создавалась русскими, но не для русских». «Россия для русских» стал одним из лозунгов, продвигаемых радикальными нацоналистическими организациями через свои действия, не всегда мирные. Ряд элементов государственной национальной политики России, которые зафиксированы в документах государственного планирования, включая поощрение миграции в качестве важного элемента функционирования российской экономики, как и процессы интеграции мигрантов в российское общество, для ряда националистических сторонников лозунга «Россия для русских» выступает основой их мигрантофобии, причём они относятся негативно не только к внешним мигрантам, но и внутренним.
Русских радикальные националисты не имеют согласия в отношении того, каким должно быть государство — империей или национальным государством. Склоняющиеся к идее национального государства, не могут определиться, что именно понимать под «национальным» — русское или славянское; если русское, то ограниченное только великороссами или включающее также украинцев и белорусов. В любом случае они считают, что сплочение общества в этом государстве должно опираться на единую веру. Согласно части из них, в этом государстве должна господствовать «белая (арийская) раса». По состоянию на 2015 год идея этнонационального государства получила в этой среде больше поддержки. На этой платформе стоят русские национал-демократы.
Многие деятели русского национализма, включая Константина Крылова, отождествляют русский народ с русскими националистами, хотя, согласно социологическим опросам и избирательной практике, последние не пользуются авторитетом среди русских. Деятель русского национализма Александр Севастьянов позиционируя себя выразителем интересов русского народа, выказывает, однако, глубокое презрение к этому народу, видя в нём «дефективную массу».
С начала 1990-х годов в России приобрёл большую популярность арийский миф. Издаются многочисленные серии сборников работ популяризаторов арийской идеи («Тайны русской земли», «Подлинная история русского народа» и др.). Они доступны в российских книжных магазинах, в муниципальных и университетских библиотеках. Эти сочинения не являются маргинальными: они имеют тиражи в десятки тысяч экземпляров (или миллионов, например, книги Александра Асова), их содержание участвует в формировании мировоззренческой основы широких слоёв населения относительно древней истории. Авторы, развивающие арийскую тему, часто являются сотрудниками институтов геополитики или членами новых самодеятельных академий. Специальным историческим образованием обладает лишь небольшое их число. Большинство из них имеют образование в области точных (физико-математических) или технических наук. «Арийская» идея в варианте славянского неоязычества (происхождение славян от «ариев» из Гипербореи или Средней Азии, называемых также «расой белых богов»; связь славян с Индией; древние дохристианские славянские «рунические» книги; происхождение от «славян-ариев» древних цивилизаций; неоязыческий символ «коловрат» как древнеславянский символ; вариант инопланетного происхождения «ариев-гиперборейцев») популяризируется в «документальных» передачах одного из наиболее популярных российских федеральных телеканалов «РЕН ТВ» (2016, 2017 и др.), в том числе в передачах Игоря Прокопенко и Олега Шишкина.
В ряде направлений русского национализма «арийская» идея используется для обоснования права на территорию современной России или бывшего Советского Союза, которая объявляется ареалом древних «славян-ариев». В ряде постсоветских стран «арийство» культивируется неоязыческими движениями, которые не устраивает реальная история своих народов. Идеализируется дохристианское прошлое, позволяющее представить своих предков великим победоносным народом. Выбор падает на язычество, поскольку оно, по мнению данных идеологов, наделено «арийским героическим началом» и не отягощено христианской моралью, призывающей к милосердию и игнорирующей идею приоритета «крови и почвы». Христианство рассматривается неоязычниками как помеха успешной «расовой борьбе». Отказ от христианства и возвращение к «этнической религии», «вере предков», по мысли неоязычников, будет способствовать преодолению раскола нации и вернёт ей утраченные моральные «арийские» ценности, способные вывести её из кризиса. Неоязычники призывают вернуться к «арийскому мировоззрению» во имя общественного здоровья, которое уничтожается современной цивилизацией. В рамках этого дискурса вновь становятся популярными лозунги «консервативной революции» 1920-х годов. Объявляя себя «арийцами», радикалы стремятся сражаться за «спасение белой расы», что выливается в нападения на «мигрантов» и других представителей нетитульных национальностей.
Исследователями отмечается тесная связь русского национализма с русским неоязычеством. Во многих направлениях славянского неоязычества (родноверия) славянам или русским приписывается историческое и культурное или расовое превосходство над другими народами. Эта идеология включает русское мессианство, русский народ считается единственной силой, способной противостоять мировому злу и повести за собой остальной мир. «Арийская» идея ставит перед Россией задачу построения аналога «Четвёртого рейха», новой «арийской» империи мирового масштаба. Русский арийский миф отвергает любые территориальные споры, поскольку русский народ изображается абсолютно автохтонным на всей территории Евразии. Реже встречается модель этнонационального государства, связываемого с сепаратизмом отдельных русских регионов. Предполагается раздробление России на несколько русских национальных государств, лишённых этнических меньшинств. В обоих случаях считается, что сплочение общества в новом государстве должно строится на единой «родной вере». Сторонники русского неоязычества понимают под русским народом всех восточных славян, не признавая в качестве отдельных народов украинцев и белорусов.
Арийский миф в славянском неоязычестве является частью одного из глобальных феноменов современности, который заключается в создании «традиций». Возврат к рефлексиям на «арийскую» тему принимает множество форм. В религиозном плане наблюдается развитие большого числа движений, ориентированных на «воссоздание» древнего славянского язычества, например в облике «Русского национального социализма» Алексея Добровольского (Доброслава); в историографическом плане — стремление демонстрации «славного арийского прошлого русов»; в политическом плане — медленный перенос «арийских» аллюзий из среды экстремистских националистических партий ультраправого толка в политический инструментарий более умеренных групп, например, Партии духовного ведического социализма Владимира Данилова. По мнению социолога и политолога Марлен Ларюэль, широкая общественность часто не способна увидеть идеологический фон арийского мифа и его исторические связи с нацизмом. В целом укрепление «арийских» идей у русских остаётся мало изученным и мало осознаваемым.
В России «арийское возрождение» связано с ложно понятым тезисом о необходимости знать своё национальное прошлое. «Арийская» идея часто воспринимается как проявление интереса широкой общественности к истории, религии и культуре древних славян, и в таком понимании встречает всестороннюю поддержку. Сторонники арийского мифа используют потребность в разработке национальной идеи, предлагая концепцию древности и исторической непрерывности существования народа, которая позволила бы пережить идейный кризис, вызванный исчезновением Советского Союза.
Историк Д. В. Шляпентох писал, что, как и в Европе, в России неоязычество толкает некоторых своих приверженцев к антисемитизму. Этот антисемитизм тесно связан с негативным отношением к выходцам из Азии, и данный акцент на расовом факторе может приводить неоязычников к неонацизму. Склонность неоязычников к антисемитизму представляет собой логическое развитие идей неоязычества и подражание нацистам, а также является следствием ряда специфических условий современной российской политики. В отличие от предшествовавших режимов современный российский политический режим, а также идеология среднего класса сочетают поддержку православия с филосемитизмом и позитивным отношением к мусульманам. Эти особенности режима способствовали формированию специфических взглядов неонацистов-неоязычников, которые представлены в значительной мере в среде социально незащищённой и маргинализированной русской молодёжи. По их мнению, власть в России узурпировала клика заговорщиков, включающих иерархов православной церкви, евреев и мусульман. Вопреки внешним разногласиям, считается, что эти силы объединились в своём стремлении удержать власть над русскими «арийцами».
В России и на Украине с арийским мифом, в том числе в различных направлениях славянского неоязычества, тесно связан хазарский миф, конспирологическая идея о многовековом «хазарском (еврейском) иге» над Русью и о современных евреях как генетических и культурных наследниках евреев Хазарского каганата, тайно правящих Россией или Украиной. Идея построена на летописных сведениях о дани, которую платила хазарам часть восточнославянских племён, о победе над Хазарией князя Святослава и об иудейском вероисповедании части населения Хазарии. Сторонники идеи считают, что власть над славянами осуществляли именно евреи, эта власть была свергнута князем Святославом, но восстановлена князем Владимиром и продолжается вплоть до современности. В связи с этим для обозначения евреев используется эвфемизм «хазары». «Хазарское иго» сторонниками идеи рассматривается как локальный (российский и украинский) вариант всемирного еврейского господства и борьбы «арийцев» и «семитов».
В идеологии германских нацистов славяне в целом рассматривались как представители «низшей расы», «недочеловеки», результатом чего стала попытка реализации во время Второй мировой войны «Генерального плана Ост», который предусматривал истребление, изгнание или порабощение большинства или всех славян из центральных и восточных регионов Европы (русских, украинцев, поляков и других). В праворадикальной российской среде распространена идея, что немецкие нацисты не считали славян ниже себя в расовом отношении. Ряд праворадикальных музыкальных групп исполняют песни о том, как «славяне тоже сражались в отрядах СС за чистоту арийской крови», а немцы считали русских своими «белыми братьями», тогда как всё опровергающее это — «вымысел коммунистов». Российский автор Владимир Авдеев (создатель учения «расология» о превосходстве «нордической расы» над другими) утверждал, что в нацистской Германии не было «оголтелой целенаправленной русофобии» и славян не считали «недочеловеками». Обратное он считал «стереотипами советской и либеральной эпох» и «безграмотной фантазией ангажированных журналистов».
Против «великодержавия» и имперской идеи, ассоциируемых с «Евразийским проектом» выступает праворадикальный неоязыческий деятель Алексей Широпаев. Он не разделяет антизападничества: на «белом» Западе он предлагает искать расовых союзников. Широпаев высказывает сомнения в единстве русского народа и рассматривает его как конгломерат субэтносов, различающихся как психологически, так и физиологически. По этой причине он выступает сторонником русского сепаратизма, полагая, что в нескольких небольших русских по составу государствах будет легче отстаивать интересы русских, чем в большой многонациональной империи. Их центром притяжения, по его мнению, должна стать «Великая Русь», включающая центральные и северо-западные районы России. Она должна стать гомогенной в «культурно-расовом» отношении и ориентироваться на немецкие расовые идеи. Этот этап Широпаев рассматривает как промежуточный на пути к периоду, когда конфедерация русских республик станет плацдармом для «новой белой колонизации» и образования «современной неоколониальной империи». Позднее Широпаев заявлял об идее разделения России на семь русских республик и превращение её в «федеративное содружество наций», где нация понимается не в этническом, а в политическом смысле. Вместе с другим праворадикальным неоязыческим деятелем Ильёй Лазаренко Широпаев утверждал, что проект «российской нации» провалился, поскольку в приоритете у населения России сохраняется этничность. С этими идеями Лазаренко и Широпаев выступали на Десятых Старовойтовских чтениях 22 ноября 2013 года в Высшей школе экономики в Москве. Центральный федеральный округ Широпаев предложил преобразовать в Республику Залесская Русь и формировать в ней «залесское самосознание». Лазаренко руководит движением «Залесская Русь».

### Организации и мероприятия
В постсоветский период распад страны, крушение социалистических идеалов, разочарование в экономических реформах, погромы на национальной почве в Туве, Чечне, Ферганской долине заставили многих людей обратиться к партиям и движениям, действующим в соответствии с идеями национализма, в том числе в его крайних формах: этнические, объяснявшие происходящее сговором нерусских против русского народа.
Рост популярности русского национализма привёл к тому, что эта идеология была использована рядом политических партий и групп, в числе которых имеются как парламентские (ЛДПР, «Родина»), так и нелегальные («Русское национальное единство»). К настоящему времени наиболее заметной политической группой, пользующейся лозунгами русского национализма, является незарегистрированная Национально-демократическая партия, которая дистанцируется от наследия русского консерватизма и опирается на секулярный демократический национализм, ставя своей целью «преобразование Российской Федерации в русское национальное государство».
В конце и после Перестройки происходило возрождение черносотенного движения. Так, в 1992 году член общества «Память» Александр Штильмарк начал издавать газету «Чёрная сотня», тогда же его группа «Чёрная сотня» отделилась от общества «Память». С 2003 года «Православный набат» — главное издание черносотенного движения, возглавляемого Штильмарком.
К черносотенцам относится воссозданный в 2005 году «Союз русского народа», газета «Православная Русь», организации во главе с Михаилом Назаровым, основанная среди фанатов группы АлисА «Красно-чёрная сотня», а также большое число мелких организаций.
В 1990-е годы заметным явлением среди правых радикалов неонацистского толка в России стали НС-скинхеды. А. Н. Тарасов считает ключевыми причинами резкого роста движения скинхедов в России развал системы образования и воспитания, а также экономический спад и безработицу во время реформ 1990-х годов. Росту численности скинхедов также способствовала война в Чечне, усилившая неприязнь к выходцам с Кавказа и недостаточная активность правоохранительных органов в борьбе с праворадикальными организациями. По мнению историка В. Н. Шнирельмана, на распространение расизма и «арийской идентичности» среди скинхедов в России также повлияла антикоммунистическая пропаганда и критика интернационализма в период «дикого капитализма» 1990-х годов, когда социал-дарвинизм и «стремление к героическому» способствовали популярности образов «сверхчеловека» и «высшей аристократической расы».
Одной из крупнейших партий русских национал-экстремистов до конца 1990-х годов было неонацистское общественно-политическое движение «Русское национальное единство» (РНЕ) Александра Баркашова, основанное в 1990 году. В конце 1999 году РНЕ предприняло неудачную попытку принять участие в выборах в Государственную Думу. Баркашов рассматривал «истинное православие» как сплав христианства с язычеством, выступал за «Русского Бога» и якобы связанную с ним «арийскую свастику». Он писал об атлантах, этрусках, «арийской» цивилизации как прямых предшественниках русской нации, об их многовековой борьбе с «семитами», «мировом еврейском заговоре» и «господстве евреев в России». Символом движения была модифицированная свастика. Баркашов был прихожанином «Истинно-православной („катакомбной“) церкви», и первые ячейки РНЕ формировались как братства и общины ИПЦ.
Часть российских неонацистских организаций входит в международный «Всемирный союз национал-социалистов» (World Union of National Socialists, WUNS, основан в 1962 году). По состоянию на 2012 год к числу официально зарегистрированных членов союза относятся шесть российских организаций: «Национальное сопротивление», Национал-социалистическое движение «Русский дивизион», Всероссийское общественное патриотическое движение «Русское национальное единство» (РНЕ), Национал-социалистическое движение «Славянский союз» (запрещено решением суда в июне 2010 года) и другие. Не входят в ВСНС организации: Национал-социалистическое общество (НСО, запрещено решением суда в 2010 году), Русский общенациональный союз (РОНС; запрещён в сентябре 2011 года) и др.
К числу неонацистских организаций радикального крыла, использующих террористические методы борьбы, принадлежали группировки скинхедов: «Легион „Вервольф“» (ликвидирована в 1996 году), «Шульц-88» (ликвидирована в 2006 году), «Белые волки» (ликвидирована в 2008—2010 годах), «Новый порядок» (прекратила существование), «Русская цель» (прекратила существование) и др.
Ежегодно 4 ноября (праздник День народного единства в России) проходит «Русский марш» — шествия и митинги русских националистических организаций и движений в городах России и других стран постсоветского пространства. Первый «Русский марш» прошёл в 2005 году, через год после учреждения в России Дня народного единства, и стал первой крупной разрешённой демонстрацией русских националистов в современной России. Основными организаторами были националистическое объединение Движение против нелегальной иммиграции (ДПНИ) Александра Белова (Поткина) и Владимира Басманова и неонацистская общественно-политическая организация «Славянский союз» (СС) Дмитрия Дёмушкина, с 2011 года — националистическая организация «Русские» Басманова, Белова, Дёмушкина и др. Националисты фактически «монополизировали» День народного единства. Мероприятие является основой для создания широкой коалиции праворадикальных сил и для дальнейшей протопартийной деятельности националистов, начатой ДПНИ в 2005—2006 годах, для которого первый «Русский марш» стал первым крупным политическим достижением. «Русский марш» является одним из немногих подобных событий, повторяющихся ежегодно и позволяющих изучить взаимодействие националистических активистов и государственных властей. В апреле 2008 года оргкомитет «Русского марша» выпустил заявление, в котором «власти РФ всех уровней» были объявлены «структурой абсолютно антинациональной, пришедшей и удерживающей власть сфальсифицированными выборами, карательными службами и обманом коренного населения России». В 2005—2011 годах «Русский марш» был самой массовой уличной манифестацией в России. «Русский марш» представляет интерес с точки зрения развития политического ритуала в постсоветской России. Это одно из немногих подобных событий, повторяющихся ежегодно и позволяющих изучить взаимодействие националистических активистов и государственных властей.
22 марта 2015 года в Санкт-Петербурге прошёл «Международный русский консервативный форум», в котором приняли участие представители европейских правых и ультраправых партий и объединений из Бельгии (Евро-Русь), Болгарии (Атака), Великобритании (Британский союз), Германии (Национал-демократическая партия Германии), Греции (Хриси Авги), Дании (Датская партия), Испании (Национальная демократия), Италии (Новая сила, Лига Ломбардии), России (Родина), Швеции (Партия шведов) и отдельные ультраправые деятели. Некоторые из этих организаций характеризуются как неонацистские или неофашистские. Фактически форум был организован Санкт-петербургским отделением партии «Родина», формальным организатором выступил «Русский национальный культурный центр — Народный дом».

### Влияние российско-украинской войны
Как рассказывал Дмитрий Дёмушкин в беседе с «Медузой», отношения между националистами России и Украины до 2014 года были дружелюбными. «Они ездили на концерты в Харьков и Киев, налаживали контакты и скрывались в Западной Украине от российского правосудия. Десятки националистов и скинхедов сбежали туда, им оказывали всяческую поддержку»
.
После Евромайдана на почве отношения к событиям в Украине в российском националистическом движении произошёл раскол. В 2014 году в Москве проводили два конкурирующих «Русских марша». Организаторы марша на Октябрьском поле выступили с поддержкой войны в Донбассе. Здесь «можно было встретить и „имперцев“, нацболов, и полковника Квачкова, и прочих красно-коричневых дедов с какими-то красными знамёнами и портретами Сталина». Марш, проходивший в Люблино, собрал активистов, выступавших против войны в Донбассе (самая известная кричалка того времени — «Слава Киевской Руси, Новороссия, соси!»). В боевых действиях националисты участвовали также по разные стороны.
Те, кто считал Евромайдан примером национальной революции, которую нужно поддержать и русским националистам, как и многие другие оппозиционеры, быстро исчезли из информационного пространства. Организации были разгромлены, их лидеры подверглись преследованиям, в то время как сторонникам войны она дала шанс резко нарастить аудиторию и выйти из обычного для них гетто маргинальности. Впрочем, их повестки стали почти неотличимы от официального дискурса. В результате даже расширение поддержки и ослабление конкуренции на поле активизма не могут наделить идейных националистов персональной популярностью: обретая аудиторию под крылом официального «государственничества», русский национализм теряет при этом политическую субъектность. Сочетая политическую активность с волонтёрством в пользу фронта, около двадцати националистов от «Общества. Будущее» попытались принять участие в осенних муниципальных выборах 2022 года, но только одному из них удалось получить мандат. Гораздо большим спросом пользуется радикальная критика военного и политического руководства, но позволить её могут себе немногие.

## Критика
Понятие народности было подвергнуто критике, наиболее выраженной в «Философических письмах» Петра Чаадаева. Идеи Николая Данилевского были подвергнуты резкой критике философом Владимиром Соловьёвым, который критиковал «новое начало народности» зачастую с позиций консерватизма. В 1860-е годы главными критиками «русского направления» были авторы газеты «Весть», которые призывали к уважению прав польской аристократии и предлагали не увлекаться освободительными планами по отношению к балканским славянам. Позднее подобная критика печаталась в статьях газеты Владимира Мещерского «Гражданин». С религиозных позиций «русское направление» подвергалось критике в газете Николая Дурново «Восток». В «Гражданине» и «Востоке» регулярно издавались статьи русского философа Константина Леонтьева, являвшегося наиболее ярким консервативным критиком национализма. Он рассматривал «национальную политику» как один из «изгибов хитроумного Протея всеобщей демократизации», которая, по его мнению, стирала национальные различия. Он осуждал «племенную» солидарность со славянскими народами и русификацию окраин Российской империи Леонтьев, чему противопоставлял идею солидарности с православными народами (византизм) и сохранение многонационального характера российского государства. Предпринятая в начале XX века представителями либерального национализма попытка примирить либерализм и национализм встретила критику в либеральной среде со стороны таких деятелей как Павел Милюков, Евгений Трубецкой, Дмитрий Мережковский и ряда других, что вызвало полемику по вопросу совместимости национализма и либерализма.
В современной российском обществознании продолжает преобладать традиция изучения национализма, в рамках которой национализм рассматривается как идеология превосходства одной нации над другой и национальной исключительности. Отмечается распространение сочинений паранаучного и расистского характера, авторами которых являются так называемые национальные элиты, включая деятелей русского национализма.

## Противодействие
В декабре 2010 года лозунг «Россия для русскихъ» (с ер на конце) был включён в российский Федеральный список экстремистских материалов (п. 866, по решению Черёмушкинского районного суда города Москвы). В докладе центра «Сова» отмечено: «непонятно, запрещён ли лозунг в своём обычном написании или только с буквой „ъ“».
Отношение Владимира Путина к национализму во время его президенства не было последовательным. С одной стороны, он переодически ставил перед ФСБ задачу противодействовать национализму (в частности В 2007 и в 2020 годах). В 2009 году президент Медведев, заявил на заседании коллегии ФСБ, что «в числе первостепенных задач остаётся и жёсткое противодействие национализму и экстремизму». В 2011 году на встрече с представителями ветеранских организаций Путин заявил, что ветеранские организации России должны участвовать в патриотическом воспитании молодёжи и противодействовать националистическим идеям.
Вместе с тем Путин в марте 2008 года заявил, что будущий (на тот момент) президент «Медведев — не меньший, в хорошем смысле слова, русский националист, чем я. И я не думаю, что нашим партнёрам будет с ним проще. Он — настоящий патриот, и будет самым активным образом отстаивать интересы России на международной арене».
В июле 2020 года Красноярский Краевой суд в лице судьи Андриишина Дениса Васильевича принял решение о запрете протестной организации националистов, организаторов «Русского марша», и отдельных националистических колонн на митингах оппозиции — Комитета «Нация и свобода».
Руководитель Комитета «Нация и свобода» Владимир Басманов назвал запрет Комитета «Нация и свобода» частью масштабных политических репрессий против оппозиции.